# Rashmita Rasindran
Rashmita Rasindran (sinh ngày 3 tháng 2 năm 2000) là hoa hậu, người mẫu người Malaysia. Cô đại diện Malaysia tham gia cuộc thi Hoa hậu Sắc đẹp Quốc tế 2024 và là người Malaysia đầu tiên đăng quang.

## Cuộc sống và học tập
Rashmita Rasindran sinh năm 2000 tại Kuala Lumpur, bố cô là người Malaysia và mẹ cô là người Ấn Độ. Cô có bằng cử nhân Ngôn ngữ Anh và Truyền thông. Cô cũng là nhà thiết kế chương trình giảng dạy, người mẫu và nhà hoạt động xã hội. Cô đã thành lập Femmer Force Forward và là thành viên của tổ chức hỗ trợ phụ nữ và trẻ em từng trải qua bạo lực gia đình và thúc đẩy bình đẳng giới ở Malaysia

## Thành tích sắc đẹp
- Đăng quang Ratu Wanita Malaya 2024
- Hoa hậu Sắc đẹp Malaysia 2024
- Đăng quang Hoa hậu Sắc đẹp Quốc tế 2024